# 1986 en astronomie
Cet article présente les événements qui se sont produits pendant l'année 1986 dans le domaine de l'astronomie.

## Événement

### Chronologie
En 1986 il y a eu 4 éclipses, 2 solaires (1 partiel et 1 totale) et 2 lunaires (toutes les deux totales). Et en fin d'années il y a eu 1 transit de Mercure.

### Janvier
- 18 janvier : Première photo de Perdita par Voyager 2
- 24 janvier : Voyager 2 survole Uranus[2]

### Avril
- 9 avril : Éclipse partielle du Soleil visible depuis l'Australie[1]
- 24-25 avril : Éclipse lunaire totale visible depuis l'Australie et l'Asie de l'Est[1]

### Mai
12 mai : Découverte de la comète périodique 96P/Machholz

### Septembre
5 septembre : Découverte de l'astéroïde (8000) Isaac Newton

### Octobre
- 3 octobre : Éclipse solaire total visible depuis le Groenland[1]
- 10 octobre : Découverte de l'astéroïde géocroiseur (3753) Cruithne[5]
- 17-18 octobre : Éclipse lunaire totale visible depuis l'Europe de l'Est, l'Afrique de l'est et l'Asie[1]
- 28 octobre : Découverte de l'astéroïde (4602) Heudier par le CERGA[6]
- 31 octobre : Découverte de l'astéroïde (3784) Chopin dans la ceinture principale [7]

## Phase de la Lune
| Mois      | Nouvelle lune | Premier quartier | Pleine lune | Dernier quartier |
| --------- | ------------- | ---------------- | ----------- | ---------------- |
| Janvier   | 11/01         | 17/01            | 26/01       | 3/01             |
| Février   | 10/02         | 16/02            | 24/02       | 2/02             |
| Mars      | 11/03         | 18/03            | 26/03       | 3/03             |
| Avril     | 9/04          | 17/04            | 24/04       | 1/04             |
| Mai       | 8/05          | 17/05            | 23/05       | 1/05 et 30/05    |
| Juin      | 7/06          | 15/06            | 22/06       | 29/06            |
| Juillet   | 7/07          | 14/07            | 21/07       | 28/07            |
| Août      | 5/08          | 13/08            | 19/08       | 27/08            |
| Septembre | 4/09          | 11/09            | 18/09       | 26/09            |
| Octobre   | 3/10          | 10/10            | 17/10       | 25/10            |
| Novembre  | 2/11          | 8/11             | 16/11       | 24/11            |
| Décembre  | 1/12          | 8/12             | 16/12       | 24/12            |